# Moddersnoeken
De moddersnoeken vormen een primitieve orde (Amiiformes) binnen de straalvinnige vissen, met maar één recente familie (Amiidae), en één recent geslacht met één soort, de moddersnoek (Amia calva). Uit fossiele vondsten zijn zes families bekend. Onder de vondsten is Leedsichthys, de grootste vis die ooit heeft geleefd en een lengte van ruim over de tien meter kon bereiken. De moddersnoek is, naast de kaaimansnoek, een van de weinige zoetwatervissen die bijna ongewijzigd zijn sinds hun ontstaan.

## Kenmerken
Het meest in het oog springende kenmerk van de moddersnoek is de erg lange rugvin, die weer 45 tot 50 stralen heeft, lopend vanaf het midden van de rug tot het begin van de staart. Ze kunnen tot 1 meter lang worden en 7 kilogram wegen. Voor sportvissers zijn het erg agressieve vissen die zich heftig blijven verzetten, nog nadat ze aan boord of aan land zijn gebracht. 
Ze leven in het oosten van Noord-Amerika, meestal in langzaam stromend water. Wanneer er weinig zuurstof in het water zit kan de vis lucht in zijn zwemblaas opnemen en die gebruiken als een soort long.
Ze gaan meestal 's nachts op jacht en eten ongewervelde insecten en gewervelde kikkers en vele soorten vissen.
Het mannetje van de vis is bekend om zijn vaderschap. Hij blijft in de buurt van, en verdedigt bevruchte eitjes en de uitgekomen larven.